# Aleksandar Luković
Aleksandar Luković (szerbül: Александар Луковић, 1982. október 23.) szerb labdarúgó, hátvéd.
Jelenleg a Zenit Szentpétervár játékosa és hazája válogatottjának tagja.

## Pályafutása

### Klubszinten
Az Udinese 2006-ban 2.700.000 eurót fizetett a Red Star Belgradenak. Rögtön kölcsönadták fél évre az Ascolinak.
2007-től alapember volt az Udinesében.
2010-ben a Zenit Szentpétervár játékosa lett 7.000.000 euróért.

### Válogatott
2005 óta tagja Szerbia válogatottjának. Legutóbb 2012 június 6-án szerepelt a válogatottban, Svédország ellen.